# دوينو
دوينو ((بالسلوفينية: Devin)‏، (بالألمانية: Tybein)‏)، هي قرية وقلعة على ساحل البحر الأدرياتيكي في بلدية (كومونا) من دوينو أوريسينا، وهي جزء من منطقة فريولي فينيتسيا جوليا في مقاطعة ترييستي شمال شرق إيطاليا.

## معرض

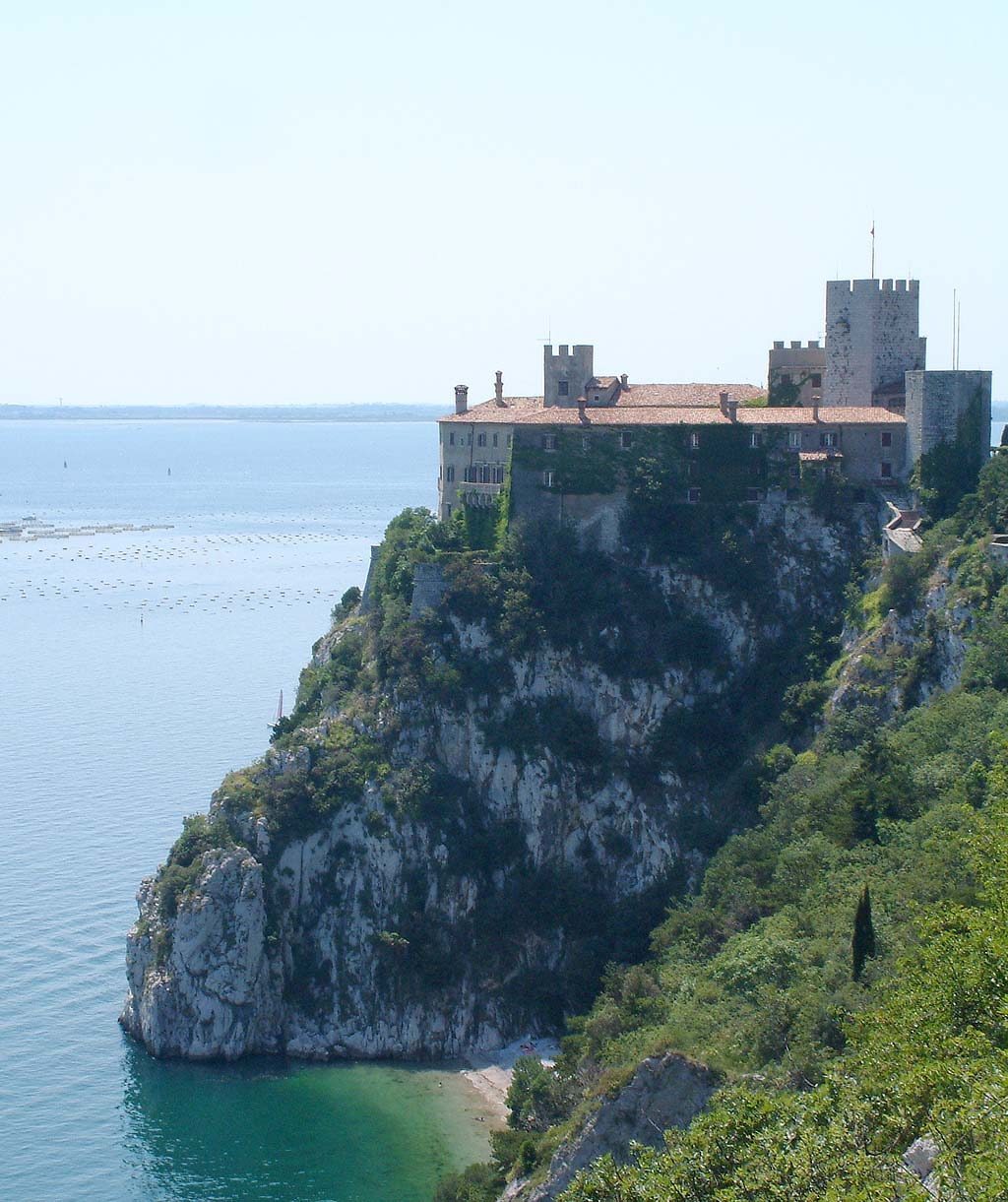
قلعة دوينو
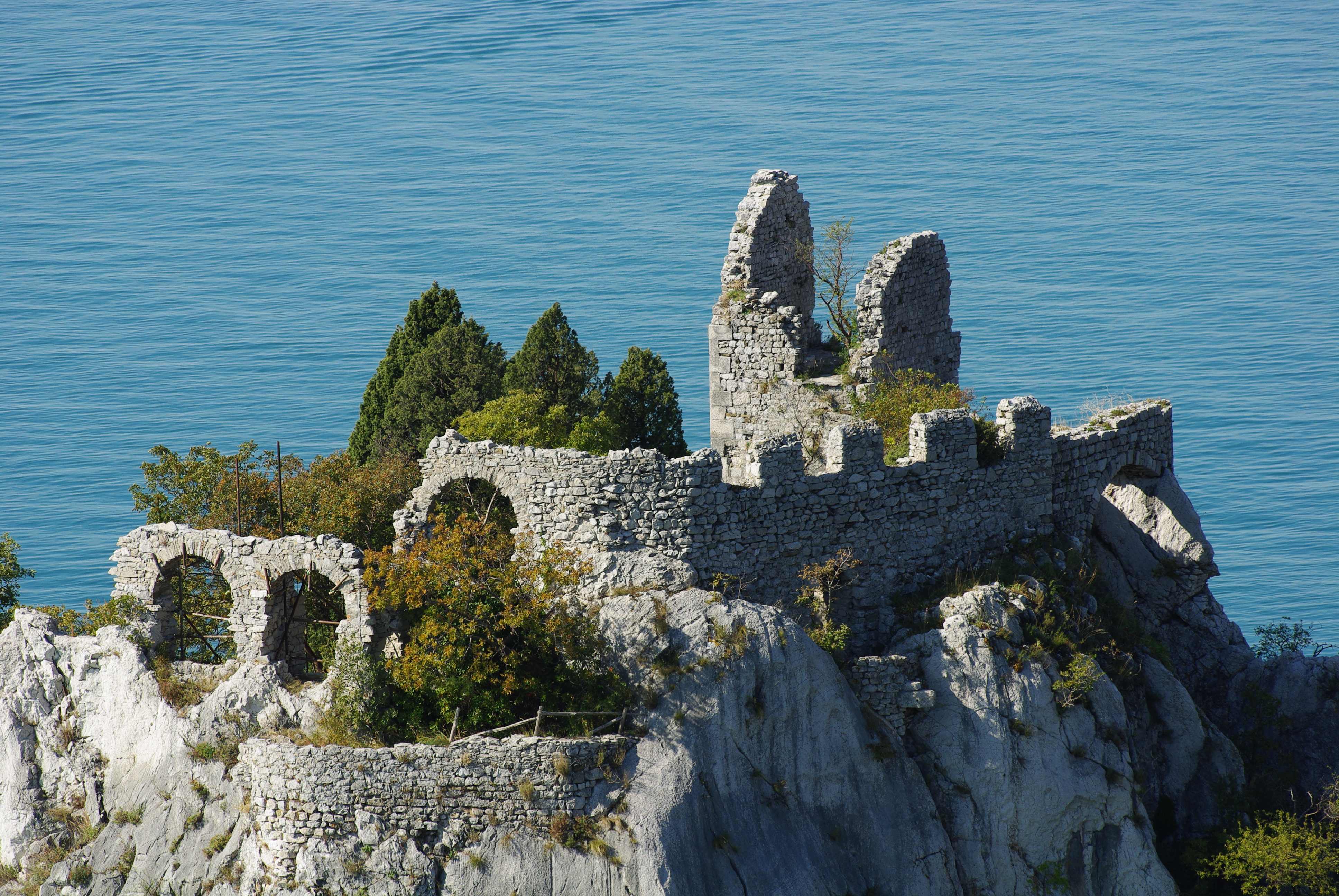
القلعة القديمة
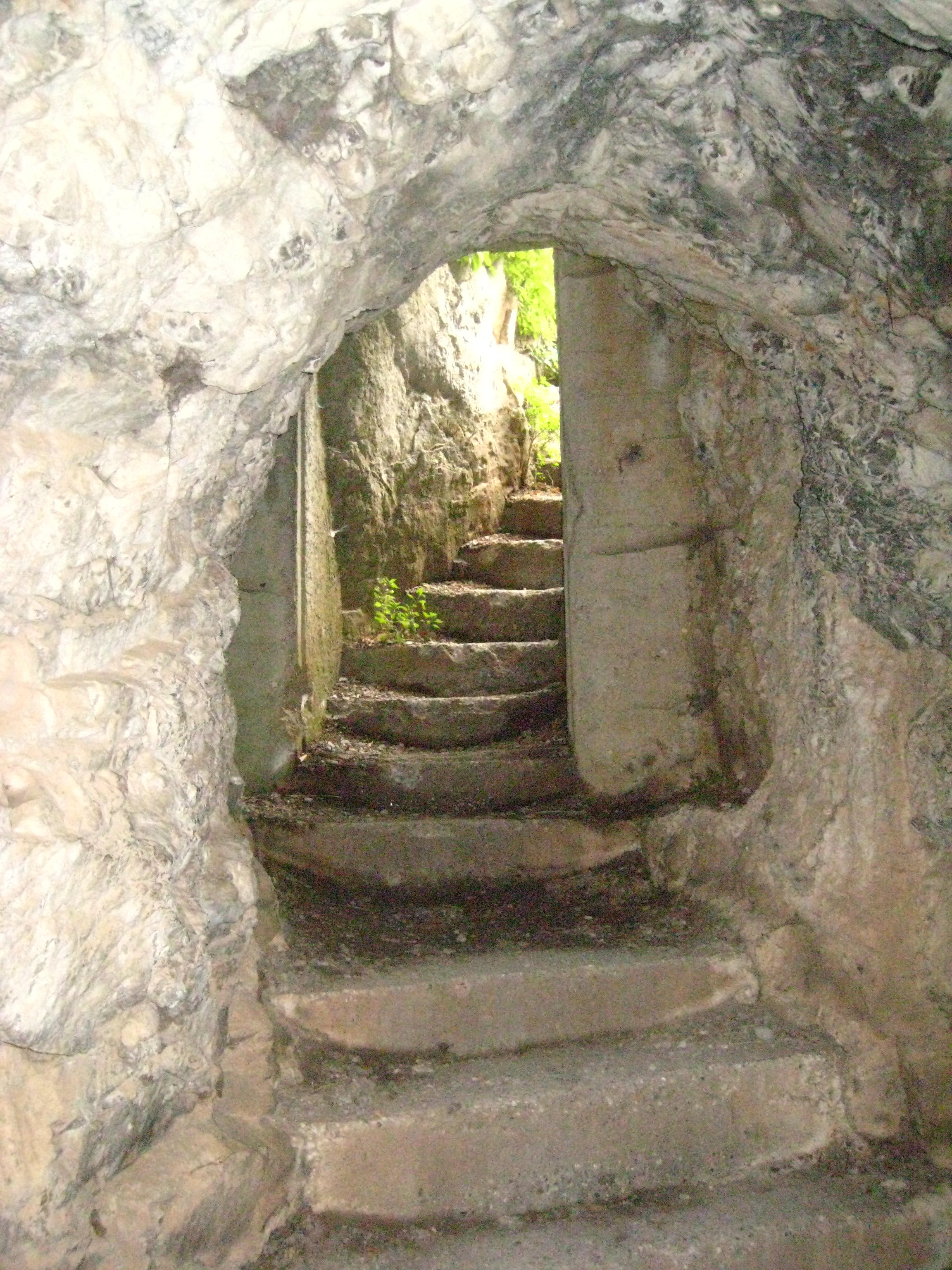
درب ريلكه

## وصلات خارجية
- Official Website of the Municipality Duino-Aurisina (Italian, Slovenian)
- Traveller's Guide to Duino and Sistiana
- Chamber of Commerce of Trieste - Duino-Aurisina
- United World College of the Adriatic - Duino

‌